# Sarajevska županija
Sarajevska županija je deveta od ukupno deset županija u Federaciji BiH. Nalazi se u srednjoistočnom dijelu Bosne i Hercegovine, a županijsko središte je grad Sarajevo. 

## Naziv
Službeni naziv županije je Kanton Sarajevo (bošnjački jezik), a kod Hrvata Bosne i Hercegovine je poznata pod nazivom Sarajevska županija. Među nekim Hrvatima, koristi se i termin Vrhbosanska županija, mada isti nije u službenoj upotrebi.

## Zemljopis
Zemljopisne koordinate:43°51′N 18°15′E / 43.850°N 18.250°E
Sarajevska županija zauzima središnje područje Bosne i Hercegovine. Prostire se na površini od 1276,9 km2.

## Upravna podjela
Sarajevska županija je podijeljena na devet općina, od kojih su četiri obuhvaćene posebnom administracijskom jedinicom Grad Sarajevo. Te četiri gradske općine (Centar, Novi grad, Stari grad, Novo Sarajevo) ujedno su i gospodarski najrazvijenije općine u okviru županije. Županijska upravna tijela su Skupština, Vlada i ministarstva Sarajevske županije. Sarajevska županija industrijski je najrazvijeniji centar Bosne i Hercegovine, a najveća su poduzeća Energoinvest, Standard, Tas, Famos, Coca Cola, Ovako, Sinalco, Dallas, Sabix itd.
Prema procjenama iz 2007. godine županija ima 419.030 stanovnika. Većinu stanovništva čine Bošnjaci (60-70%)[nedostaje izvor], a ostatak su uglavnom Srbi i Hrvati.[nedostaje izvor]

## Vanjske poveznice
- Osnovne informacije o županijama u BiH  Arhivirana inačica izvorne stranice od 2. rujna 2011. (Wayback Machine)
- Statistika, siječanj 2009.  Arhivirana inačica izvorne stranice od 12. listopada 2017. (Wayback Machine)